# Фантазм 5: Уничтожитель
«Фантазм 5: Уничтожитель» (англ. Phantasm V: Ravager) — американский фантастический боевик с элементами фильма ужасов. Премьера фильма состоялась в 2016 году. К своим ролям вернулись основные исполнители: А. Майкл Болдуин в роли Майка, Реджи Бэннистер в роли Реджи, Билл Торнбери в роли Джоди, Глория Линн Генри в роли Роки, а также Ангус Скримм в роли Высокого человека.
Фильм является окончанием Саги, заканчивая сюжетную линию, начатую в первом фильме 37 лет назад.

## Сюжет
Как и все другие фильмы, этот начинается в тот же момент, где закончился предыдущий, напрямую продолжая сюжетную линию предшественника. Реджи появляется посреди пустыни. Кругом никого и он долго бродит в поисках еды и воды. Неожиданно он видит свой винтажный Плимут Хеми Куда, за рулем которого оказывается неизвестный мужчина. Реджи быстро возвращает машину себе, оставив вора голым посреди дороги. Тут появляются два летающих шара, которые убивают мужчину и пытаются догнать Реджи, но он быстро разбирается с ними.
Внезапно, Реджи обнаруживает себя в инвалидном кресле в доме для престарелых. За ним ухаживает постаревший Майк. Реджи пытается объяснить ему, что все происходящее — это очередная ловушка Высокого, но Майк объясняет, что Реджи страдает слабоумием, но он готов выслушать его историю. Ещё раз.

## В ролях
- А. Майкл Болдуин — Майкл (Майк) Пирсон
- Реджи Бэннистер — Реджи
- Билл Торнбери — Джоди Пирсон
- Ангус Скримм — Высокий Человек (Верзила)
- Кэти Лестер — Lady in Lavender
- Дэниэл Швайгер — вор
- Дэниэл Робак — Demeter
- Джей Олива — Hooded Dwarf

## Релиз
В сентябре 2015 года появилось заявление, что релиз фильма будет отложен до 2016 года, при этом 2 октября 2015 года Реджи Бэннистер заявил, что фильм закончен, ожидается только найти для него дистрибьютора.
9 января 2016 года, в возрасте 89 лет, не дожив до премьеры фильма скончался Ангус Скримм — исполнитель роли главного антагониста во всех частях «Фантазма».
Премьера фильма состоялась 25 сентября 2016 года на фестивале Fantastic Films, который каждый год проходит в Остине. В сервисах цифровой дистрибуции фильм стал доступен 4 октября 2016 года.
Фильм вышел в ограниченный прокат в кинотеатрах 7 октября 2016 года.

## Критика
Фильм получил смешанные отзывы кинокритиков. На сайте Rotten Tomatoes фильм имеет рейтинг 54 % на основе 13 рецензий со средним баллом 5,1 из 10. На сайте Metacritic фильм имеет оценку 48 из 100 на основе 8 рецензий критиков, что соответствует статусу «смешанные или средние отзывы».
Джо Лейдон из журнала Variety и Мартен Карлсон из Consequence of Sound раскритиковали повествовательную сплоченность фильма. Саймон Абрамс из Roger Ebert.com дал фильму две с половиной звезды, раскритиковав операторскую работу, назвав ее «любительской». Он также добавил, что «неразборчивый диалог интересен только тогда, когда появляется явная отсылка к оригинальному „Фантазму“». Мартен Карлсон из Consequence of Sound раскритиковал внешний вид фильма, сказав: «В лучшем случае дешевое производство фильма игнорировать невозможно. Операторская работа кажется плоской. Специальные эффекты достигаются в первую очередь с низким уровнем CGI, что иногда выглядит смехотворно». Рецензенты из Bloody Disgusting разделились во мнениях. Трейс Турман поставил фильм в список «5 худших фильмов ужасов 2016 года», в то время как Джону Сквайрсу он понравился. Однако они оба согласились, что фильм похож на «дёшево сделанный студенческий фильм».